# اچ‌ام‌اس سنچوریون (۱۷۷۴)
اچ‌ام‌اس سنچوریون (۱۷۷۴) (به انگلیسی: HMS Centurion (1774)) یک کشتی بود که طول آن ۱۴۶ فوت (۴۴٫۵ متر) بود. این کشتی در سال ۱۷۷۴ ساخته شد.